# Larry Clark (réalisateur)
Pour les articles homonymes, voir Larry Clark (homonymie) et Clark.
Larry Clark né le 19 janvier 1948 est l’un des principaux réalisateurs de L.A. Rebellion, également connue sous le nom de Los Angeles School of Black Filmmakers. Il a réalisé les longs métrages Passing Through en 1977 et Cutting Horse en 2002.

## Biographie
Natif de Cleveland, Ohio, son oncle est le pianiste de jazz Sonny Clark. Son père joue du saxophone. Sa mère chante de l'opéra. Larry Clark obtient une licence à l’Université de Miami avant d’arriver à UCLA, où il se spécialise dans le cinéma. Pendant ses études à Los Angeles, Larry Clark anime des ateliers de cinéma à la PASLA (Performing Arts Societyà Los Angeles), sous la direction de Vantile Whitfield (en).
Larry Clark est directeur de la photographie pour Wattstax en 1972. Ses souvenirs de la réalisation du film sont inclus dans le DVD de l'édition spéciale de 2004, à la suite de la restauration du film. Plusieurs membres de l’équipe et de la distribution sont sur la piste, dont Al Bell, président de Stax Records et producteur du film, et le réalisateur Mel Stuart .
Passing Through, film réalisé en 1977, pour la thèse de maîtrise de Larry Clark à UCLA, investit le monde du jazz et la lutte des musiciens noirs contre la domination des producteurs blancs. Le film met en vedette Nathaniel Taylor (plus connu sous le nom de "Rollo" dans la série télévisée à succès Sanford and Son ) et l'acteur vétéran Clarence Muse. Larry Clark écrit le scénario avec l'acteur Ted Lange. Matthew Duersten du LA Weekly a décrit le film comme un « puissant traité néoréaliste souterrain de LA brutal, surréaliste et parfois terrifiant, qui aborde des thèmes comme l'exploitation de la culture noire et pose le jazz comme un appel révolutionnaire à la lutte ». Le film est un hommage au jazz et à la musique d'Eric Dolphy, Charlie Parker, John Coltrane, Sun Ra, Art Ensemble of Chicago. Il contient des sets filmés en direct de Horace Tapscott et de son groupe le Pan Afrikan People's Arkestra.
Larry Clark est également professeur de cinéma au département de cinéma à l'université d'état de San Francisco,.

## Filmographie
- Tamu, 1970, 10 min, réalisateur, 16 mm
- As Above So Below, 1973, réalisateur, 55 min
- Wattstax, 1974, codirecteur de la photographie, long métrage documentaire
- Passing Through, 1977, réalisateur et scénariste, 104 min, 16 mm
- Cutting Horse, 2001, réalisateur et scénariste, 124 min, 35 mm

## Prix et distinctions
- Prix spécial du jury, Festival international du film de Locarno[3]